# 埃塞俄比亞正統合性教會
埃塞俄比亞正统合性教會（罗马化：Yäityop'ya ortodoks täwahedo bétäkrestyan）是一个基督教东方正统教会在埃塞俄比亚的分支。该教会在1959年前属于亚历山大科普特正教会的一部分，在亚历山大科普特正教教宗西里尔六世授權給該教會的首任牧首由後正式成立。值得注意的是，它不同于埃塞俄比亚禮天主教会。衣索比亞正教會也是普世教會協會的一員。 
在其阿姆哈拉語全名中有一個單词ተዋሕዶ，發音為“台瓦西多”（Tewahedo），在吉茲文中意为“合而為一”。這是因為衣索比亞正教會奉行合性論，認為基督的人性已經融入神性中了。在迦克敦大公會議後一性論派者就與當時還是合一的天主教會和東正教會分離了，這也形成了东方正统教会。因此雖然名字中含有「正教會」，但他們在神學上與東正教會是有所差異的。

## 歷史
衣索比亞正教會原為一個衣索比亞古老帝國-阿克蘇姆帝國的國教，起因於兩個因海難而淪落到宮殿為奴的基督徒商人。在傳承上該教會屬於科普特正教會的分支。由於衣索比亞的特殊文化及七世紀後伊斯蘭波斯帝國崛起造成的交流隔絕，使得衣索比亞正教會產生了許多當地的特有文化。

### 基督教傳入衣索比亞
在新約使徒行傳中曾經提過，在一世紀時腓利就曾到過衣索比亞傳教，並為一名皇室太監施洗。不過實際讓基督教成為衣索比亞主流宗教之一的是約在四世紀時兩個基督徒商人兄弟。弗魯門修斯是名來自推羅（位於腓尼基，今黎巴嫩南部）的基督徒商人梅流琵鄔思（Meropius）的姪子，當他與其弟弟埃德修斯（Aedesius）跟著叔叔坐船打算前往印度行商，但卻在紅海遇上海難而沉船。兄弟倆雖然在厄立特里亞（當時屬阿克蘇姆領土）上岸而保住一命，但卻被人口販子抓住並賣到阿克蘇姆皇宮成了奴隸。埃德修斯當上國王的斟酒傭僕，哥哥弗魯門修斯則是因為受過教育成為王儲埃扎那的教師。因為這層關係使得埃扎那決定改宗基督信仰，並在接管帝國後大幅推行這一宗教。作為第一步，埃扎那王派遣了他的老師弗魯門修斯出使亞歷山卓以向當時的宗主教亚他那修派遣一位主教來帶領衣索比亞的教會，宗主教的答覆是任命弗魯門修斯為阿克蘇姆的主教。因為這個背景直到1959年之前衣索比亞的正教會總主教都是由亞歷山大科普特教宗任命的。在衣索比亞正教會歷代領袖和主教們又被稱為「አቡነ」，發音為阿布恩（Abun）或在提及名號時讀作阿布納（Abuna），在吉茲語中意思是父親。而教會領袖的身分上則在七世紀初因為教會的發展而由阿克蘇姆主教改制成阿科蘇姆暨全衣索比亞都總主教，管理衣索比亞的各教區。
五世紀時，九位被衣索比亞正教會稱為九聖人的合性論的僧侶來到了阿克蘇姆，並在當地建立了最初的有體系的修道團體。 

### 中世紀

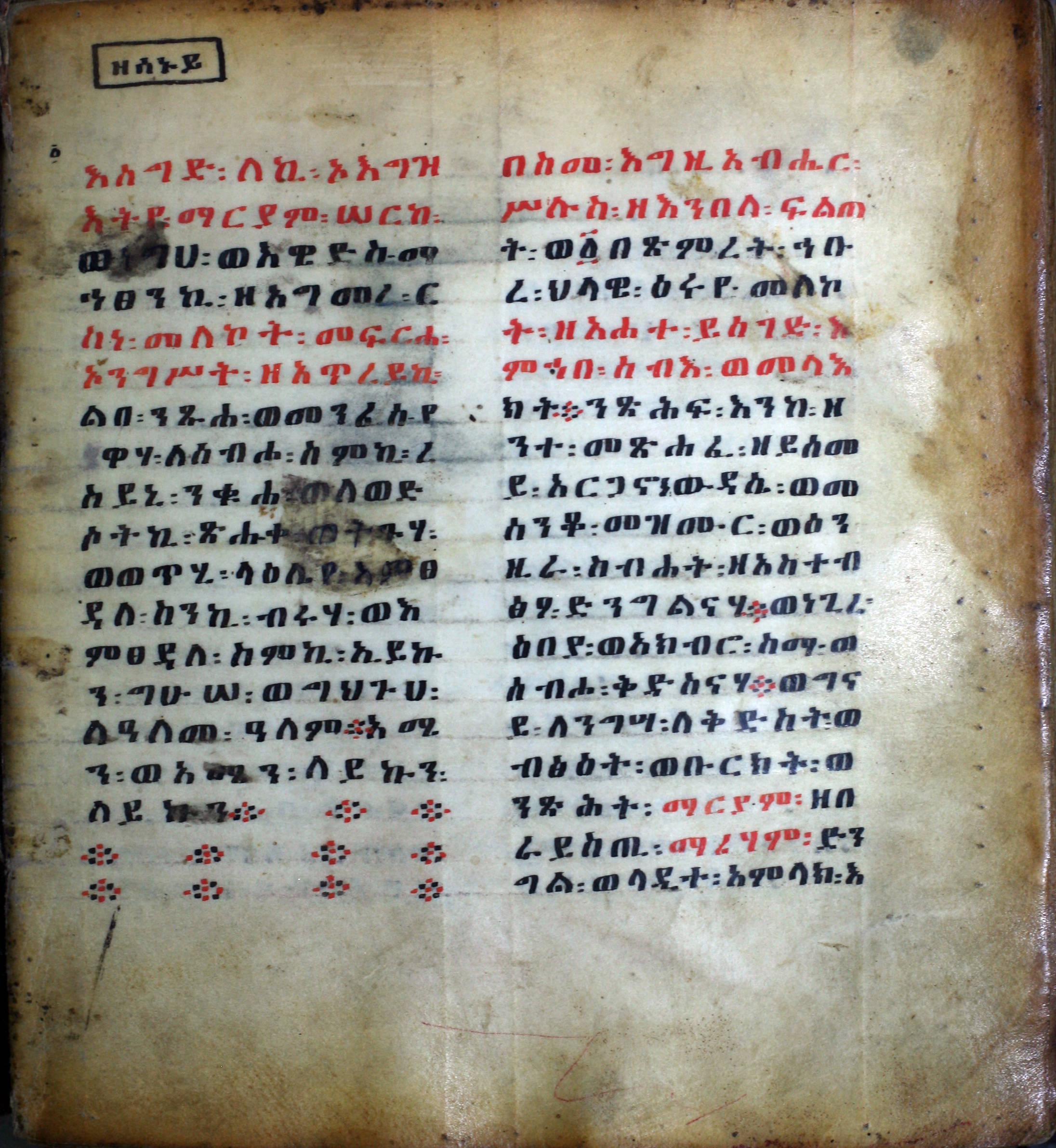
中世纪使用吉兹字母的祈祷书

受到後來竄起的伊斯蘭民族的勢力影響，阿克蘇姆王朝退出了阿拉伯半島。並失去了貿易帶來的優勢。也因此和其他基督教世界降低了往來。
十二世紀阿克蘇姆王朝被阿高人取代建立了扎格維王朝。在這段期間拉利貝拉國王（建造了十一座花崗岩教堂，這些教堂是直接從花崗岩脈上往下雕刻而成的。 
而在之後則是由所羅門王朝取代，建立所羅門王朝的施瓦王國皇室自認是示巴女王與所羅門王的後代。今日的衣索比亞正教會依然傳承著聖櫃被保存在阿克蘇姆的錫安的聖瑪利亞教堂的說法，並由一位僧侶擔任守衛且世代相傳。

### 近代改革
衣索比亞正教會在近代有一連串的改革，比如說在十九世紀初期出現的依衣索比亞的通用語言阿姆哈拉語的聖經，這些譯本大部分是基於阿布·魯米譯自衣索比亞正教會傳承的吉茲語聖經作編輯的。後來在1960年由衣索比亞皇帝海爾·塞拉西一世主持下編纂出一套欽定版的阿姆哈拉語聖經。
另一個變化是在1948年由衣索比亞和埃及特普特教會之間開的一場會議，主題是給予衣索比亞正教會自主權。最後亞歷山大科普特教宗任命了五位主教並給予他們選出下一任宗主教的權利。並允許時任總主教阿布納·柯婁羅斯四世（Qerellos IV）的繼承者將擁有任命主教的權利。這項任命的結果是在1951年由亞歷山大科普特教宗若瑟二世任命了阿布納·巴西羅斯（Basilios）為總主教。並在1959年由亞歷山大科普特教宗封贈巴西羅斯宗主教以及卡托利科斯（Catholicos）這兩個頭銜。自此衣索比亞正教會就成為有自主權的宗主教制教會，衣索比亞正教會的頭銜轉為全衣索比亞的宗主教及卡托利科斯（Patriarch Catholicoi of All Ethiopia）。

## 外部連結
- Divine Liturgy of the Ethiopian Orthodox Church （页面存档备份，存于）
- Ethiopian Religions – Christianity, Islam, Judaism & Paganism （页面存档备份，存于）
- Ethiopian Orthodox Tewahedo Church (Ethiopian Orthodox Tewahedo Church -the oldest site)
- CNEWA article by Ronald Roberson: Ethiopian Orthodox Tewahedo Church （页面存档备份，存于）
- Historical Evolution of Ethiopian Anaphoras
- Abbink, J. A Bibliography on Christianity in Ethiopia. Leiden: African Studies Centre, 2003 （页面存档备份，存于） (PDF)
- AN INTRODUCTION TO Ethiopic Christian Literature BY J. M. HARDEN, D.D., LL.D. Canon of St. Patrick's, Dublin, 1926